# 柳沢超
柳沢 超（やなぎさわ すすむ、1967年3月7日 - ）は、日本の俳優、タレント。男性アイドルグループ・忍者の元リーダー。本名、柳澤 超（読みは同じ）。東京都渋谷区出身。血液型B型。
愛称は「すすむくん」。東京都立日比谷高等学校（全日制→定時制）卒業。趣味はゴルフ。既婚。1児の父。父親は建築家の柳澤孝彦。

## 所属事務所
ジャニーズ事務所 → 吉本興業 → プロフェッショナルマネージメント → エクセリング → レア・グルーヴ → ティーズナインハーフ → ユニコンスター

## ジャニーズ時代の参加ユニット
- 少年忍者 （リーダー）
- 忍者 （リーダー）
- 四銃士 （リーダー）
- 少年御三家

## 人物・来歴
- 千代田区立麹町小学校、千代田区立麹町中学校、東京都立日比谷高等学校（全日制→定時制）卒業。
- 1981年、中学3年生の時にジャニーズ事務所に入所し、ジャニーズJr.となる。
- 1982年の夏休みに撮影された、日本テレビ開局30周年記念ミュージカル・ドラマ『夏の王様』が、同年10月6日に放送された。ウィズの子どもたち役でデビューした。
  - その後は、主に近藤真彦や少年隊のバックダンサーなどを務める。
- 1985年7月、中村繁之のバックダンサーグループとして、「少年忍者」（忍者の前身）を結成。リーダーとして活躍。
- 1990年春、グループ名を「忍者」に改名。同年8月22日、23歳でCDデビュー。
- 1993年、正木慎也と共に舞台『スサノオ』に出演。
- 1997年、忍者が活動休止。
- 2004年9月、ブロードバンド配信番組『TEPCOひかり荘』にてレギュラー出演。
- 2010年、14歳年下の女性と結婚、2017年に息子が誕生した[1]。
- 2023年6月24日　TikTok開設

## 主な出演作品

### テレビドラマ
- 日本テレビ開局30周年記念ミュージカル・ドラマ『夏の王様』（1982年10月6日、日本テレビ）ウィズの子どもたち役
- 噂のポテトボーイ （1983年10月13日 - 1984年3月29日、TBS）
- 月曜ドラマランド 「胸さわぎの放課後」 （1983年10月24日、フジテレビ）
- 月曜ドラマランド 「胸さわぎの放課後2」 （1983年12月19日、フジテレビ）
- 月曜ドラマランド 「少年隊のただいま放課後スペシャル」（1984年6月4日、フジテレビ）
- ヘイ!あがり一丁 （フジテレビ）
- 映画みたいな恋したい 「すてきな片想い」（テレビ東京）
- ウソコイ （2001年、フジテレビ）
- 十津川警部シリーズ（TBS系列）
  - 24「伊豆の海に消えた女」（2002年1月7日、月曜ミステリー劇場)
  - 46「特急『草津』殺人迷路」（2012年1月9日、月曜ゴールデン）- 小暮佑介 役（ロック歌手）
- 女信長（2013年4月5日・4月6日、CX系列、スペシャルドラマ）

### 映画
- あいつとララバイ （エキストラ出演）
- 少年武道館
- トイ・ソルジャー （日本語吹き替え版ビデオにて声優出演）
- 天使のウィンク 日光猿軍団
- ストイックガール 完全版（松平役）

### Vシネマ
- バトル・チャレンジャー/激走
- パチプロなにわ梁山泊 Vol.1 - Vol.8 （1997年 - 1999年）- マコト 役

### ラジオ
- 少年忍者のMidnight War （文化放送）
- 忍者、ナン者、モン者!! （ABCラジオ）
- 忍者の今夜もお祭り （文化放送）
- 忍者のハート・ロック 三十分一本勝負 （文化放送）

### 舞台・ミュージカル
- ラ・ボエーム'85 ミュージカル『原宿物語』 （1985年、中野サンプラザ） - ケンジ 役
- ザ・サスケ （1985年）
- 「少年隊ミュージカルPLAYZONE」シリーズ （通称・プレゾン、PZ）

1. PLAYZONE "MYSTERY" （1986年）
2. PLAYZONE'87 TIME-19 （1987年）
3. PLAYZONE'88 カプリッチョ ―天使と悪魔の狂想曲― （1988年）
4. PLAYZONE'89 Again （1989年）
5. PLAYZONE'90 MASK （1990年）
6. PLAYZONE'95 KING&JOKER （1995年）

- スサノオ （1993年）
- 砂の上のサンバ（1993年）エミリオ役
- リボンの騎士 （2001年8月）ナイロン役
- PROPAGANDA STAGE VOL.23『Re-birth』（2006年7月.東京芸術劇場小ホール1） 神尾甚八役
- 亜細亜象演劇卸市場 第15回公演『夜逃げ前』 （2007年、新宿シアターモリエール）
- 時来組公演『志士たち』 （2008年6月、新宿シアターサンモール）
- K'sプロデュース第8回公演『N.M.L』 （2008年9月、シアターグリーン BIG TREE THEATER）
- ミュージカル『アナザーワールド』 （2009年6月、南大塚ホール）/主演
- G&Gアクターズファクトリープロデュース公演 vol.3「夏草〜夜明けを待ちながら〜」（2011年10月26日-30日、赤坂レッドシアター）

### ゲーム
- 魔都紅色幽撃隊（2014年4月10日、PS3・PS Vita） - 龍蔵院鉄栴 役[2]